# Carl Rosander
Carl Rosander, ursprungligen Persson, född 3 juli 1811 i Tvings socken i Blekinge, död 29 december 1877 i Stockholm, var en svensk boktryckare, autodidaktisk folkupplysare och diktare. Hans verk var på sin tid vitt spridda och utgivna i flera upplagor. 

## Barndom, lärlingsår och första försök som författare
Huvudkällan till Carl Rosanders ungdomsår är en självbiografisk skiss i förordet till hans debutverk. I barndomen förvägrades Rosander all utbildning utom läsning av religiösa skrifter. Vid 15 års ålder blev han boktryckarlärling i Karlskrona. Efter några års begränsade självstudier vann Rosander oförmodat första priset i en tävling om att skriva gratulationsverser till en födelsedagsfirande borgare i Karlskrona i tävlan med studerande. Uppmuntrad av framgången började Rosander att skriva en omdiktning på vers av det blekingskt lokalpatriotiska 1600‐talsmanuskriptet Wogn och Yxnas saga som utgav sig för att vara en översättning av en fornnordisk saga. Rosander hade viss ledning av historiska upplysningar i den utgåva av sagan som utgivits av trycket i Karlskrona 1815. Han skaffade sig mer för arbetets genomförande nödvändig kunskap om svensk sagohistoria och nordisk mytologi genom att vinna tillträde till Karlskrona läsesällskaps bibliotek. Rosander utgav år 1838 sin sengöticistiska diktcykel under titeln Yxna, Göthisk Saga.

## Boktryckare och folkupplysare
Åren 1844–1847 var Rosander boktryckare i Vadstena och utgav där  tidningen Gengångaren från 19 oktober 1844 till 1847. Under de sista 30 åren av sitt liv bedrev Rosander typografisk verksamhet i Stockholm. I Stockholm utgavs Rosanders huvudverk, en enbandsencyklopedi på 784 sidor vid namn Den kunskapsrike skolmästaren, eller hufvudgrunderne uti de för ett borgerligt samfundslif nödigaste vetenskaper med undertiteln En handbok i nyttiga kunskaper för alla samhällsklasser, utarb. efter de bästa förf. o. tillförlitligaste källor: med några illustrationer samt åtföljd af en större karta (tolv häften, 1857–1864). Denna uppslagsbok innehåller upplysningar inom naturvetenskap, humaniora och praktiska ämnen för folkets breda lager.

## Karakteristik av Rosanders verk
Drivande i Rosanders gärning syns ha varit en iver att sprida kunskap bland vanligt folk inom alla ämnen. Hans encyklopedi är frukten av självstudier som Rosander, ”tidigt intagen av ett brinnande kunskapsbegär”, bedrev under ”många umbäranden”.  Anmärkningsvärt är att autodidakten Rosanders egenhändiga verk utgavs av ett etablerat förlag, Albert Bonniers förlag, som detta förlags första uppslagsverk.  Anmärkningsvärt är vidare att Bonniers utgav Den kunskapsrike skolmästaren i nya omarbetade upplagor, den fjärde och sista så sent som 1905, 28 år efter Rosanders död. En ”ny efter de bästa författare och tillförlitligaste källor fullständigt omarbetad” upplaga utgavs under titeln ”Den nye skolmästaren” i Chicago av Svenska amerikanarens förlag i början av 1900‐talet. Förklaringen till verkets framgång torde vara att det, ehuru det förråder autodidakten, utmärks av sin ”omsorgsfulla utarbetning, mängden af nyttiga upplysningar och det folkliga framställningssättet”.
Carl Rosander saknas i nyare encyklopedier som Nationalencyklopedin, och hans stil har karakteriserats som ”ofrivilligt komisk” av Anders Piltz. Detta tyder på att hans uppslagsverk idag har ett visst bildningshistoriskt intresse men knappast är läsvärt. Det enda sammanhang i vilket nutida skribenter ofta hänvisar till Rosander är att den vida spridningen av Rosanders uppslagsbok i Sverige och Förenta staterna troligen bidrog till att patriotiska nordiska immigranter i Minnesota högg Kensingtonstenen. Denna runsten är en av världens mest kända runinskrifter, men höggs troligen på 1800‐talet med Rosanders encyklopedi som en källa till kunskap om runor och fornnordiska språk.
Rosanders poetiska verk genomsyras av kärlek till Blekinges ”romantiska kuster” trots den föga glädjerika barndom och det slaviska liv han flydde från. Yxna, Göthisk Saga visar enligt Nordisk familjebok,  ehuru omogen, på en ”ej ringa formbegåfning och förmåga af naturskildring”.
Carl Rosander är begravd på Norra begravningsplatsen utanför Stockholm.